# Holarrhena
Genre
Holarrhena est un genre de plantes à fleurs de la famille des Apocynaceae.

## Liste d'espèces
Selon Catalogue of Life (1 juillet 2020) :
- Holarrhena congolensis Stapf
- Holarrhena curtisii King & Gamble
- Holarrhena floribunda (G.Don) T.Durand & Schinz
- Holarrhena mitis (Vahl) R.Br. ex Roem. & Schult.
- Holarrhena pubescens (Buch.-Ham.) Wall. ex G.Don

Selon GRIN (1 juillet 2020) :
- Holarrhena floribunda (G. Don) T. Durand & Schinz
- Holarrhena pubescens Wall. ex G. Don

Selon ITIS (1 juillet 2020) :
- Holarrhena floribunda T. Durand & Schinz
- Holarrhena pubescens Wall. ex G. Don

Selon NCBI (1 juillet 2020) :
- Holarrhena curtisii
- Holarrhena floribunda
- Holarrhena pubescens

Selon The Plant List (1 juillet 2020) :
- Holarrhena congolensis Stapf
- Holarrhena curtisii King & Gamble
- Holarrhena floribunda (G.Don) T.Durand & Schinz
- Holarrhena mitis (Vahl) R.Br. ex Roem. & Schult.
- Holarrhena pubescens Wall. ex G.Don

Selon Tropicos (1 juillet 2020) (Attention liste brute contenant possiblement des synonymes) :
- Holarrhena affinis Hook. & Arn.
- Holarrhena africana A. DC.
- Holarrhena antidysenterica (L.) Wall.
- Holarrhena codaga G. Don
- Holarrhena congolensis Stapf
- Holarrhena curtisii King & Gamble
- Holarrhena daronensis Elmer
- Holarrhena densiflora Ridl.
- Holarrhena febrifuga Klotzsch
- Holarrhena fischeri K. Schum.
- Holarrhena floribunda T. Durand & Schinz
- Holarrhena glaberrima Markgr.
- Holarrhena glabra Klotzsch
- Holarrhena landolphioides A. DC.
- Holarrhena latifolia Ridl.
- Holarrhena macrocarpa (Hassk.) Fern.-Vill.
- Holarrhena madagascariensis Baker
- Holarrhena malaccensis Wight
- Holarrhena microterantha K. Schum.
- Holarrhena mitis (Vahl) R. Br.
- Holarrhena ovata A. DC.
- Holarrhena pauciflora Ridl.
- Holarrhena perrotii Spire
- Holarrhena pierrei Spire
- Holarrhena procumbens (Blanco) Merr.
- Holarrhena pubescens Wall. ex G. Don
- Holarrhena pulcherrima Ridl.
- Holarrhena similis Craib
- Holarrhena tettensis Klotzsch
- Holarrhena villosa Aiton ex Loudon
- Holarrhena wulfsbergii Stapf